# Giuseppe Barigazzi
Giuseppe Barigazzi (San Martino in Rio, 19 marzo 1936 – Milano, 14 giugno 2003) è stato un giornalista e scrittore italiano.

## Biografia
Il suo nome è legato in particolare a quello del Teatro alla Scala su cui ha scritto diversi libri, fra cui il monumentale "La Scala racconta", uscito nel 1984 edito da Rizzoli, ristampato varie volte, vincitore di diversi premi e ora aggiornato e pubblicato da Hoepli.
Rimasto orfano di padre da bambino, si trasferì con la madre e le tre sorelle a Parma. Dopo aver compiuto studi classici da autodidatta sin da ragazzo incominciò a collaborare con Il Resto del Carlino, salvo passare velocemente alla Gazzetta di Parma dove avvenne la sua formazione giornalistica sotto la direzione di Baldassarre Molossi. Alla Gazzetta incominciò a scrivere di teatro e soprattutto di musica lirica, come poi fece per il resto della sua vita, sempre con un taglio molto divulgativo. Dopo pochi anni si trasferì a Milano, dove passò a lavorare prima a La Notte sotto la guida di Nino Nutrizio e poi a Il Giorno, diretto da Italo Pietra, dove divenne caposervizio degli spettacoli. In questi anni, nel 1968, scrive "Le osterie di Milano", con la prefazione di Indro Montanelli, un testo dove raccontava la sparizione di una parte del mondo popolare sotto l'incalzare dell'industrializzazione. Nel 1980 una sua inchiesta sulla diocesi di Milano gli valse il Premiolino.
In seguito Barigazzi passò a lavorare come inviato per il settimanale Gente per poi diventare caporedattore cultura a Famiglia Cristiana, diretta da don Leonardo Zega, oltre che vicedirettore del mensile Letture. Da "La Scala racconta" fu anche tratta una serie radiofonica su Radio 2 Rai.

## Opere
- Cento anni in Galleria, Presentazione di Pietro Bucalossi, Ufficio stampa del Comune di Milano, 1967.
- Le osterie di Milano, Presentazione di Indro Montanelli, Milano, Mursia, 1968, 1983.
- Racconti, con Dino Buzzati, Carlo Castellaneta e altri, Giorgio Borletti, 1971.
- Marco Fumagalli, scritti sul Giorno dal 1972 al 1976, a cura di Giuseppe Barigazzi, Archetipografia, 1977.
- 100 anni di pubblicità nella città, con Maria Mulas e altri, Robbiati, 1980.
- La Scala racconta, Milano, Rizzoli, 1984, 1994, 2001, 2010, 2014.
- Da un palco della Scala, Milano, Rizzoli, 1993.
- I Pomeriggi Musicali. I grandi interpreti e protagonisti della scena musicali nei 50 anni di storia dell'orchestra milanese, Rossellabigi, 1995.
- Giuseppe Verdi, la vita e le opere, Periodici San Paolo, 1996.